# طائر النوء ناعم الريش

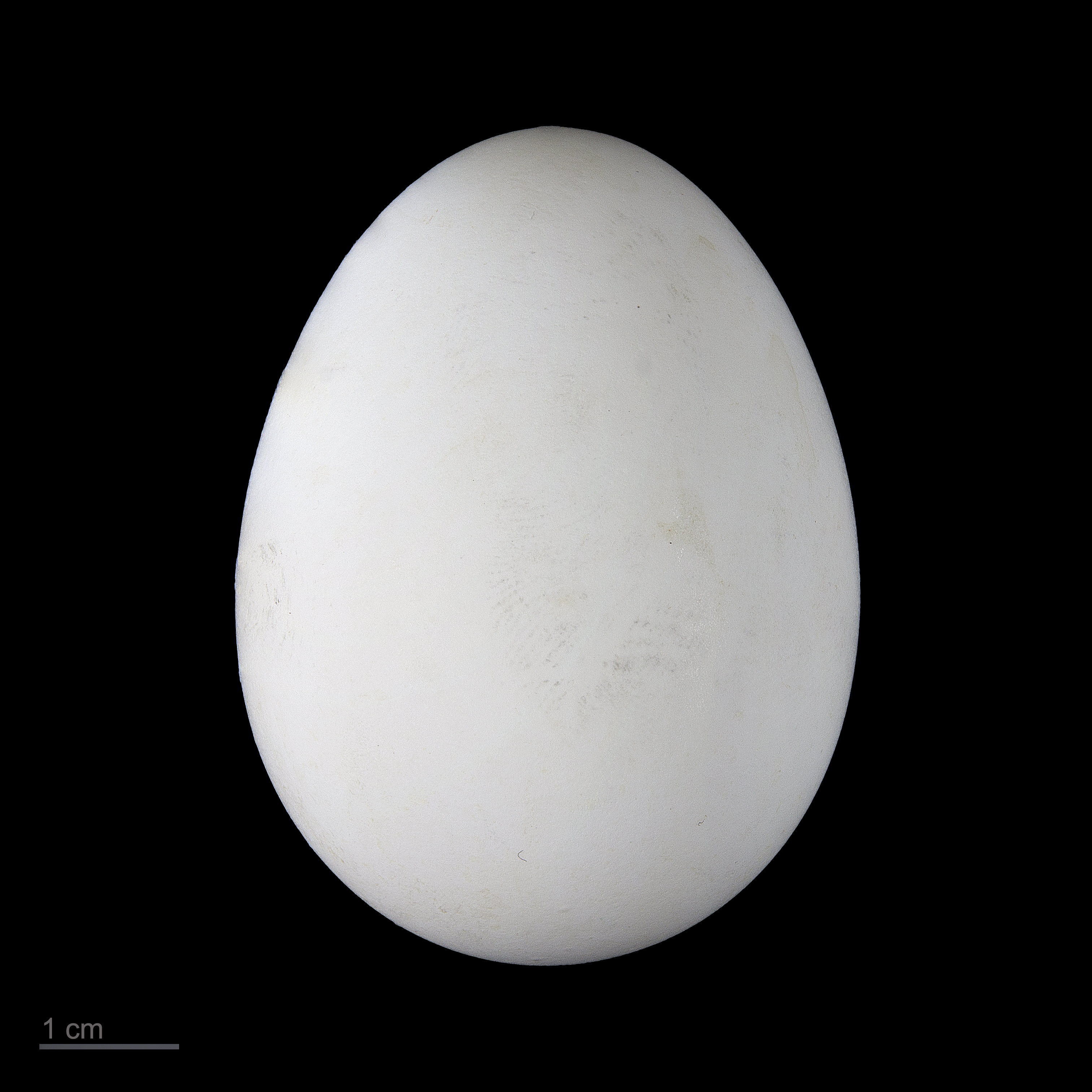
Pterodroma mollis

طائر النوء ناعم الريش (الاسم العلمي: Pterodroma  mollis) (بالإنجليزية: Soft-plumaged  Petrel)‏ هو طائر ينتمي إلى طيور بترل (فصيلة: Procellariidae).